# Munroidendron
Munroidendron là chi thực vật có hoa trong họ Araliaceae.

## Hình ảnh

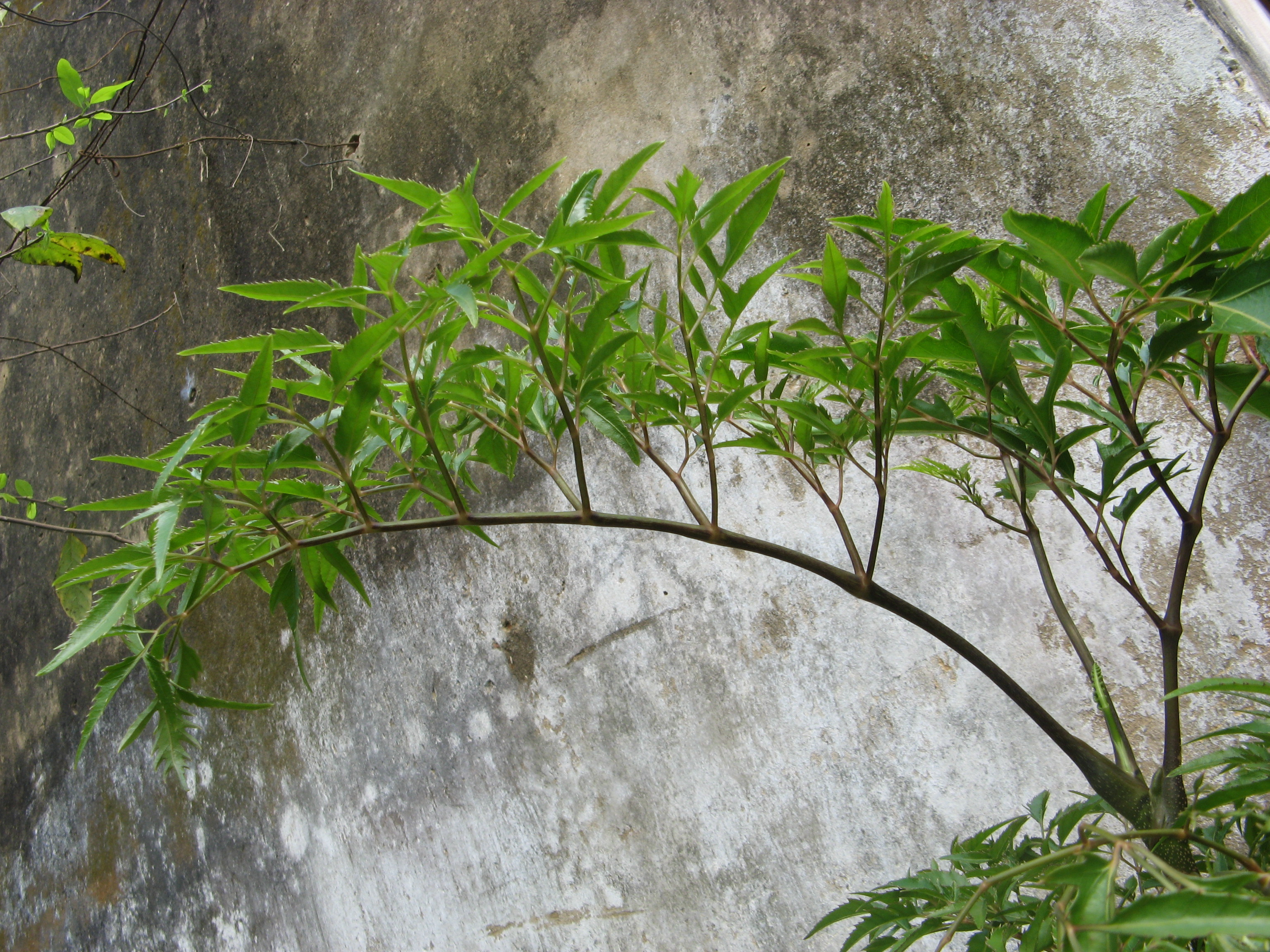